# Governo Gasparin
Il Governo Gasparin (detto anche governo di transizione del 1839) è stato un governo francese durante la monarchia di luglio, in carica dal 31 marzo al 12 maggio 1840, per un totale di 1 mese e 11 giorni.

## Cronologia
- 6 marzo 1839: alle elezioni legislative, la maggioranza ministeriale è spazzata via dalla coalizione tra centro-sinistra e centro-destra
- 8 marzo 1839: non avendo una solida maggioranza in Parlamento, il primo ministro Louis-Mathieu Molé si dimette
- 15 marzo 1839: non potendo più contare su un "governo della Corona", Luigi Filippo cerca di formare un governo con la coalizione anti-Molé, che tuttavia privata del suo comune avversario si divide nuovamente nelle rivalità e nei protagonismi
- 29 marzo 1839: per evitare di dover spostare la data di apertura della nuova legislatura (già slittata al 4 aprile), il sovrano convoca alle Tuileries alcuni pari di francia devoti alla Corona per formare un governo di transizione
- 31 marzo 1839: agevolato dall'assenza di un Parlamento, viene formato un governo tecnico affidato di fatto al Cavaliere Gasparin, incaricato assieme ai ministri di presiedere il governo fino alla formazione di un nuovo esecutivo definitivo[1]
- 12 maggio 1839: viene sventato il tentativo d'insurrezione repubblicana da parte della Società delle Stagioni di Auguste Blanqui
  - La stessa sera, Luigi Filippo riceve il Maresciallo Soult, incaricandolo di formare un governo composto da centro-destra, dal Terzo Partito e da settori del centro-sinistra

## Consiglio dei Ministri
Il governo, composto da 7 ministri (oltre al presidente del consiglio), vedeva partecipi:
| Carica                                    | Titolare | Titolare                | Partito       |  |
| ----------------------------------------- | -------- | ----------------------- | ------------- |  |
| Capo del governo (de facto)               |          | Adrien de Gasparin      | Nessuno       |  |
|                                           |          |                         |               |  |
| Ministro degli Affari Esteri              |          | Napoléon Lannes         | Centro-destra |  |
| Ministro dell'Interno                     |          | Adrien de Gasparin      | Nessuno       |  |
| Ministro della Giustizia                  |          | Amédée Girod de l'Ain   | Centro-destra |  |
| Ministro della Guerra                     |          | Amédée Despans-Cubières | Nessuno       |  |
| Ministro della Marina e delle Colonie     |          | Jean Tupinier           | Nessuno       |  |
| Ministro delle Finanze                    |          | Jean-Élie Gautier       | Nessuno       |  |
| Ministro della Pubblica Istruzione        |          | Narcisse Parant         | Centro-destra |  |
| Ministro dei Lavori Pubblici              |          | Vacante                 |               |  |
| Ministro del Commercio e dell'Agricoltura |          | Vacante                 |               |  |